# Kościół San Fermo Maggiore w Weronie
Kościół San Fermo Maggiore w Weronie (pol. kościół św. Firmusa Większego w Weronie) – rzymskokatolicki kościół w Weronie, w diecezji Werony. Kościół parafialny parafii Świętych Firmusa i Rustyka (Parrocchia di Santi Fermo e Rustico). Składa się z dwóch kościołów: dolnego, wybudowanego przez benedyktynów w stylu romańskim w latach 1065–1143 i górnego, wzniesionego przez franciszkanów w stylu gotyckim w latach 1261–1350. Fasada, ukończona około roku 1350, stanowi połączenie obu stylów. W kolejnych stuleciach kościół był przebudowywany i wyposażany.

## Męczeńska śmierć Firmusa i Rustyka
Według werońskiej tradycji Firmus był pochodzącym z Bergamo szlachcicem, uwięzionym z powodu wyznawanej wiary chrześcijańskiej, a Rustyk był jego krewnym, który również określił się jako chrześcijanin i postanowił dzielić wspólnie z nim niewolę. Ponieważ obaj odmówili stanowczo wyrzeczenia się swej wiary, rządca cesarski postanowił skazać ich na śmierć przez ścięcie głowy. Egzekucja miała miejsce 9 sierpnia 304 roku nad brzegiem Adygi, poza bramą Porta Leoni.

## Historia
Historia kościoła ma związek z kultem obu świętych męczenników. Ich szczątki złożono w niewielkiej bazylice, zbudowanej na ich cześć w V wieku. W 759 roku Annone, biskup diecezji Werony złożył ich relikwie w sarkofagu pod prezbiterium. W 1065 roku do Werony przybyli benedyktyni i rozpoczęli przebudowę kościoła w stylu kluniackim. Aby nie naruszyć relikwii zakonnicy postanowili wybudować górny kościół, połączony z dolnym schodami wewnętrznymi, wykutymi w grubych murach. Prace zakończyły się około roku 1143. W 1261 roku miejsce benedyktynów zajęli franciszkanie. Przebudowali oni górny kościół nadając mu obecną formę. Prace przypuszczalnie zostały ukończone około roku 1350. W następnych wiekach w kościele pojawiły się kaplice, ołtarze i nagrobki, których obecność nie zatarła jednak pierwotnego planu świątyni.
W 1759 relikwie obu świętych zostały umieszczone w ołtarzu kościoła górnego, aby chronić je przed częstymi wylewami Adygi. 30 sierpnia 1807 roku franciszkanie zostali zmuszeni do opuszczenia kościoła, który przeszedł na własność państwa. Został następnie przekazany duchowieństwu diecezjalnemu stając się kościołem parafialnym diecezji Werony.
W latach 1905–1909 w kościele przeprowadzono znaczące prace konserwatorskie; z apsyd usunięto naleciałości przywracając je do stanu jak w poprzednich wiekach. W 1946 roku kościół dolny został ponownie otwarty dla kultu.
W czasie II wojny światowej kościół szczęśliwie uniknął bombardowań, które w latach 1944/45 zniszczyły przylegle krużganki. Po wojnie dzięki wysiłkowi państwa włoskiego, fundacji i zaangażowaniu osób prywatnych podjęto dzieło restauracji bogatego zespołu fresków, wielu kaplic i unikalnego, drewnianego stropu.

## Architektura

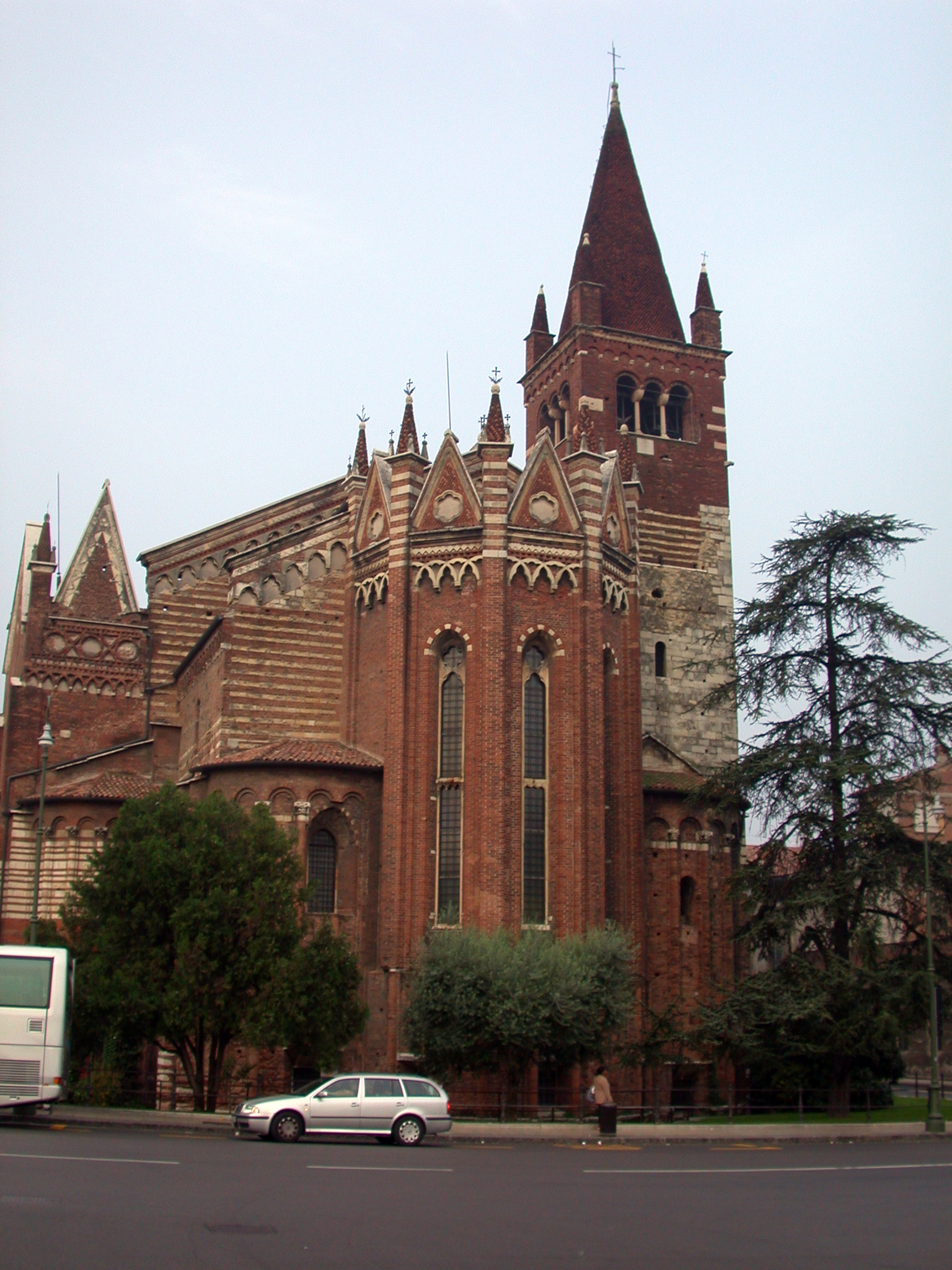
Widok kościoła od strony apsydy

Kościół San Fermo stanowi wyrafinowany przykład stylu gotyckiego, który upowszechnił się we Włoszech za pośrednictwem franciszkanów; szczególnym przykładem odniesień do architektury francuskiej są zwłaszcza górne partie budynku z wieżyczkami i ornamentami, niezwykłymi dla miejscowej architektury. Fasadę zdobią dwie loggie, kilka ciągów małych łuków, piękne triforium oraz imponujący romański portal wieku z XIV wieku. Drzwi z brązu, wstawione w 1997 roku, wykonał rzeźbiarz Luciano Minguzzi. Program ikonograficzny 24 reliefów wypełniających ich powierzchnię stanowi męczeństwo i lokalny kult Swietych Fermusa i Rustyka. Z lewej strony portalu znajduje się grobowiec Aventino Fracastoro (zm. 1368), lekarza i przyjaciela Cangrande della Scala. Mniejszy portal (z 1363 roku) zwieńczony jest portykiem, osłaniającym schody i wejście. Jego architraw zdobi fresk o motywach roślinnych. Pośrodku stoi figura Świętego Antoniego Padewskiego z II połowy XV wieku. Fresk boczny pędzla Francesca Morone z 1523 roku przedstawia Maryję w towarzystwie obu Świętych. Dzwonnica została zbudowana w XII i XIII wieku. Do jej budowy użyto tufu i cegły. W górnej partii posiada triforia z zaokrąglonymi łukami. Wyjątkową malowniczością odznaczają się apsydy. Apsydy boczne są romańskie, natomiast główna jest gotycka. Zostały one przeprute wąskimi, wysokimi oknami i zwieńczone trójkątnymi szczytami oraz sterczynami. Do apsydy głównej od strony południowej dobudowano w XV wieku ozdobną loggię.

## Wnętrze

### Kościół górny

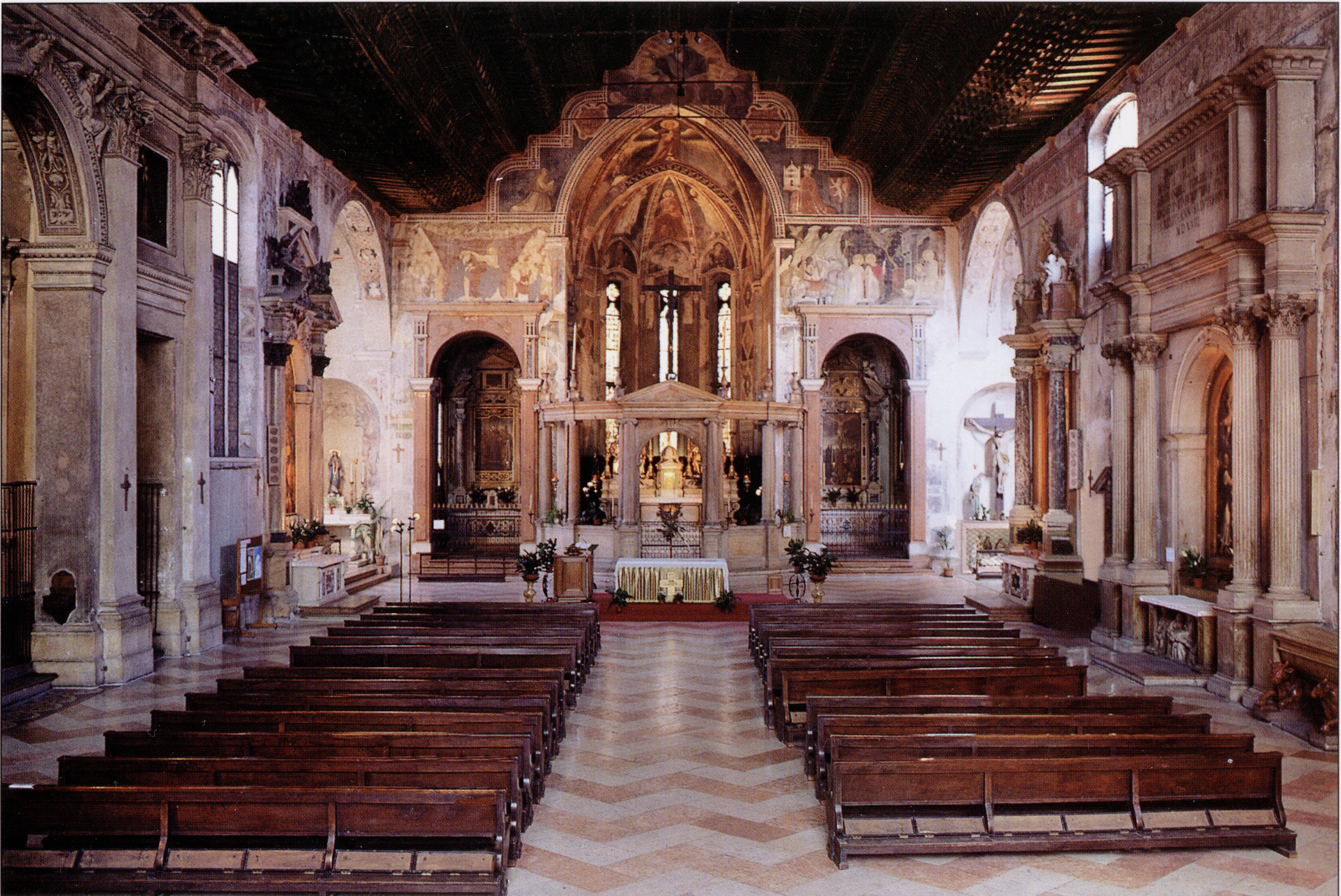
Wnętrze kościoła górnego

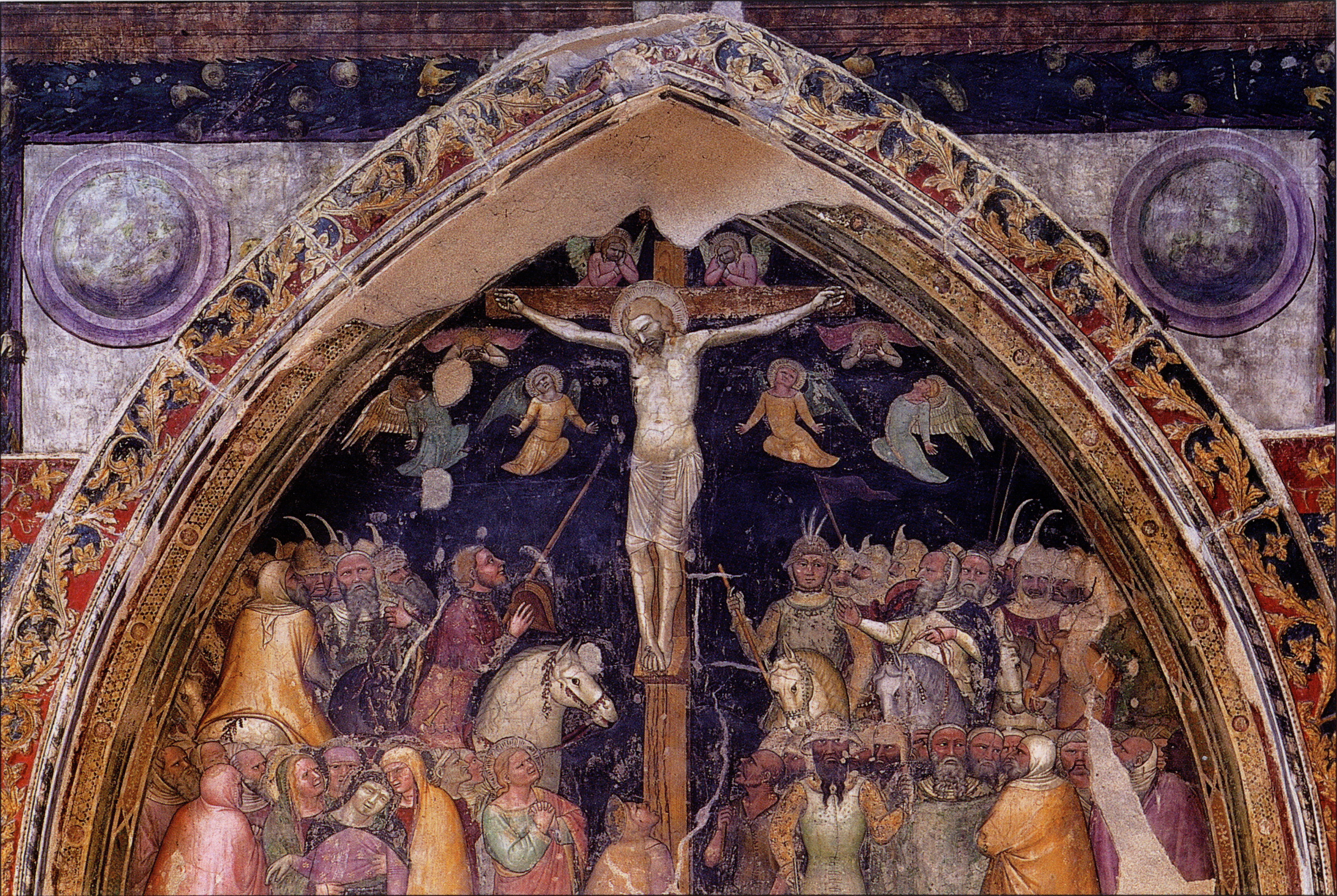
Turone di Maxio – Ukrzyżowanie (XIV w.)

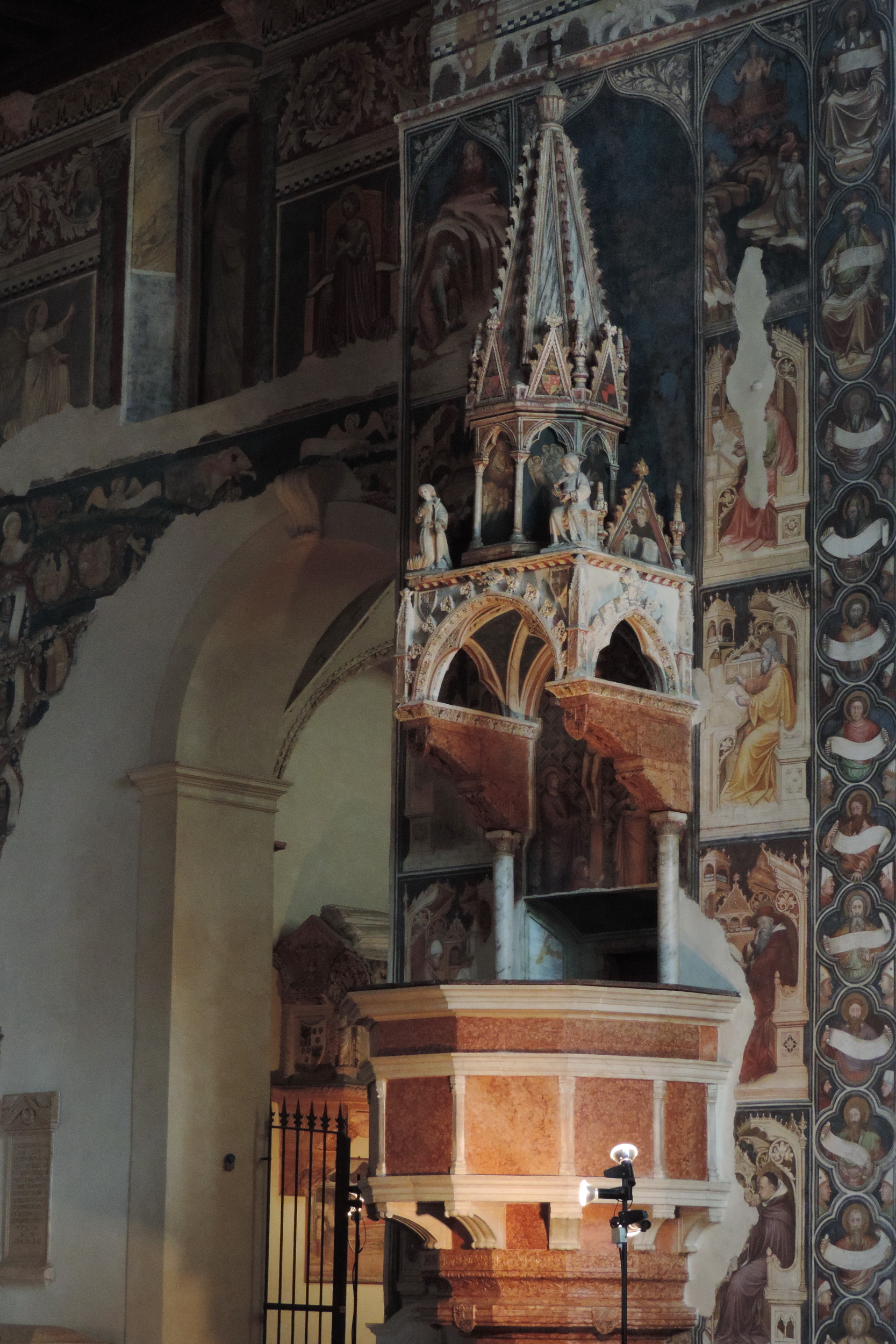
Ambona

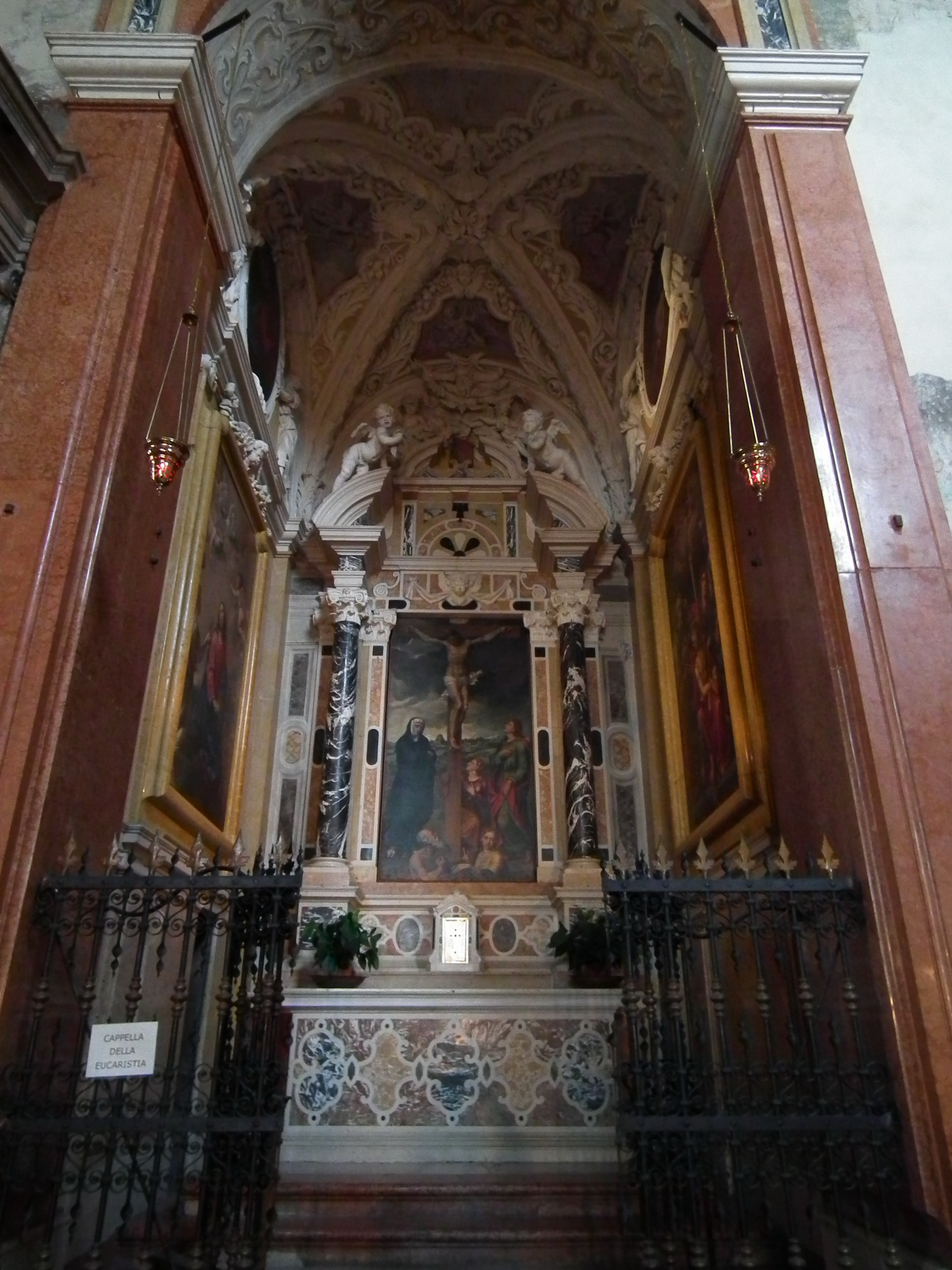
Kaplica Męki Pańskiej

Kościół górny to jako założenie jednonawowe na planie krzyża łacińskiego z transeptem, pięcioma absydami i licznymi kaplicami bocznymi.

#### FreskiUkrzyżowanie
Nad wejściem głównym w wewnętrznej lunecie znajduje się fresk Ukrzyżowanie z połowy XIV wieku, przypisywany Turone di Maxio. Nad bocznymi drzwiami znajduje się również fresk Ukrzyżowanie z 1363 roku, przypisywany szkole Turone di Maxio.

#### Strop
Majestatyczny, drewniany strop przekrywający nawę, został bogato ozdobiony wizerunkami 416 świętych, namalowanymi w temperze około 1320 roku i przypisywanych szkole Maestro del Redentore. Pod stropem biegnie fryz spiralny niezwykłej urody z lat 1315–1350, zachowany w niemal nienaruszonym stanie.

#### Męczeństwo czterech franciszkanów w Tahna w Indiach
Cykl fresków i elementów wyposażenia po prawej stronie nawy rozpoczyna wielki XIV-wieczny fresk, przypisywany Maestro del Redentore, z którego zachowały się tylko trzy sceny: Melik widzący we śnie czterech męczenników franciszkańskich, Melik doprowadzony i oskarżony przed cesarzem Dodili oraz Melik powieszony i poćwiartowany z rodziną na rozkaz cesarza. Poniżej ukazani zostali święci Dorota i Onufry z XIV wieku.

#### Kaplica rodziny Nichesola
Kaplica rodziny Nichesola pochodzi z 1504 roku. W lunecie widnieje fresk przedstawiający męczeńską śmierć nieznanego biskupa, przypisywany Domenico Brusasorzi. Renesansowy ołtarz rodziny Murari Bra został tu przeniesiony w 1816 roku z dawnej parafii San Fermo al Ponte. XVI-wieczny obraz pędzla Sante Creara przedstawia Madonnę z Dzieciątkiem i świętymi.

#### Aniołowie z kartuszami
W 1906 roku odkryto, przykryty wapnem, fresk Aniołowie z kartuszami, będący częścią dużej dekoracji pędzla Stefano di Giovanni z I połowy XV wieku, pokrywającej całą ścianę, na której później umieszczono ołtarz, pochodzący z kościoła parafialnego w Roverbella.

#### Ambona
Dwunastokątna ambona została wykonana 1396 roku z czerwonego werońskiego marmuru przez Antonio da Mestre. Wieńczy ją ośmiokątna, drewniana piramida, pokryta malowidłami. Oprawę ikonograficzną ambony stanowi cykl obrazów pędzla Martino da Verona przedstawiający Ojców i Doktorów Kościoła w gotyckich pracowniach razem z pisarzami, ludźmi wykształconymi i znanymi postaciami. Zamierzeniem twórcy było ukazanie głębokiej kultury zleceniodawcy cyklu, modeńskiego prawnika Barnaby da Morano.

#### Kaplica Świętego Bernarda
Z przodu na łuku wejściowym widoczne są fragmenty fresku przedstawiającego „drzewo życia świętego Franciszka”, a powyżej Zwiastowanie (ok. 1325-1330) przypisywane Maestro del Redentore. Po prawej stronie wejścia widnieje marmurowa płyta grobowca Bernardo Brenzoniego z 1494 roku. Pochodzący z 1570 roku ołtarz został przeniesiony w 1809 roku z kościoła San Fermo al Ponte. XVIII-wieczny obraz ołtarzowy pędzla Antonio Elenettiego przedstawia Madonnę z Dzieciątkiem w górnej części oraz świętych Firmusa i Rustyka w dolnej. Po prawej stronie wejścia znajduje się zamontowana na ścianie urna z prochami Barnaby da Morano, wyrzeźbiona przez Antonio Mestre i przeniesiona tutaj w 1814 roku. Z fresku pokrywającego kiedyś urnę zachowały się trzy panele, uważane za ostatnie i najlepsze dzieło Martino da Verona. Te i inne dzieła sztuki wypełniające kaplice sprawiają, że stanowi ona małe muzeum, odzwierciedlające długą działalność artystyczną w kościele San Fermo.

#### Ołtarz Świętego Rafała
Ołtarz pochodzi z 1523 roku. Znajdujący się w nim obraz z 1530 roku pędzla Francesco Torbido przedstawia Trójcę Świętą, Matkę Boską, Archanioła Rafała i małego Tobiasza. Pod mensą widnieje scena Opłakiwanie Martwego Chrystusa (początek XVI wieku). Oprócz tego znajduje się tu urna Torello Sarainy, pierwszego historyka Werona.

#### Ołtarz Świętego Franciszka
Obraz ołtarzowy pędzla Giambattisty Bellottiego z I połowy XVIII wieku przedstawia Madonnę z Dzieciątkiem i Świętym Franciszkiem. Pod mensą znajdują się relikwie Świętego Gualfarda z Werony.

#### Kaplica Alighierich
W praweym ramieniu transeptu znajduje się kaplica Alighierich (1545-1558), w której pochowano potomków Dante Alighieri. Ołtarz Giovanniego Battisty del Moro przedstawia Madonnę z Dzieciątkiem i świętymi (1547). XIV-wieczne freski nad tympanonem przypisane są Maestro del Redentore.

#### Ukrzyżowanie i opłakiwanie
W małej apsydzie z prawej strony, na górze, znajduje się duży drewniany krucyfiks z XVIII wieku z Matką Boską Bolesną i Świętym Janem (XIV wiek). Poniżej kamienna grupa Opłakiwanie Chrystusa z II połowy XIV wieku, przypisywana Giovanniemu di Rigino.

#### Kaplica Męki Pańskiej
Kaplica Męki Pańskiej, znajduje się z prawej strony, pomiędzy apsydą boczną a prezbiterium. Pochodzi z XVIII wieku. Obraz ołtarzowy pędzla Domenico Brusasorzi datowany jest na około 1550 rok.

#### Prezbiterium

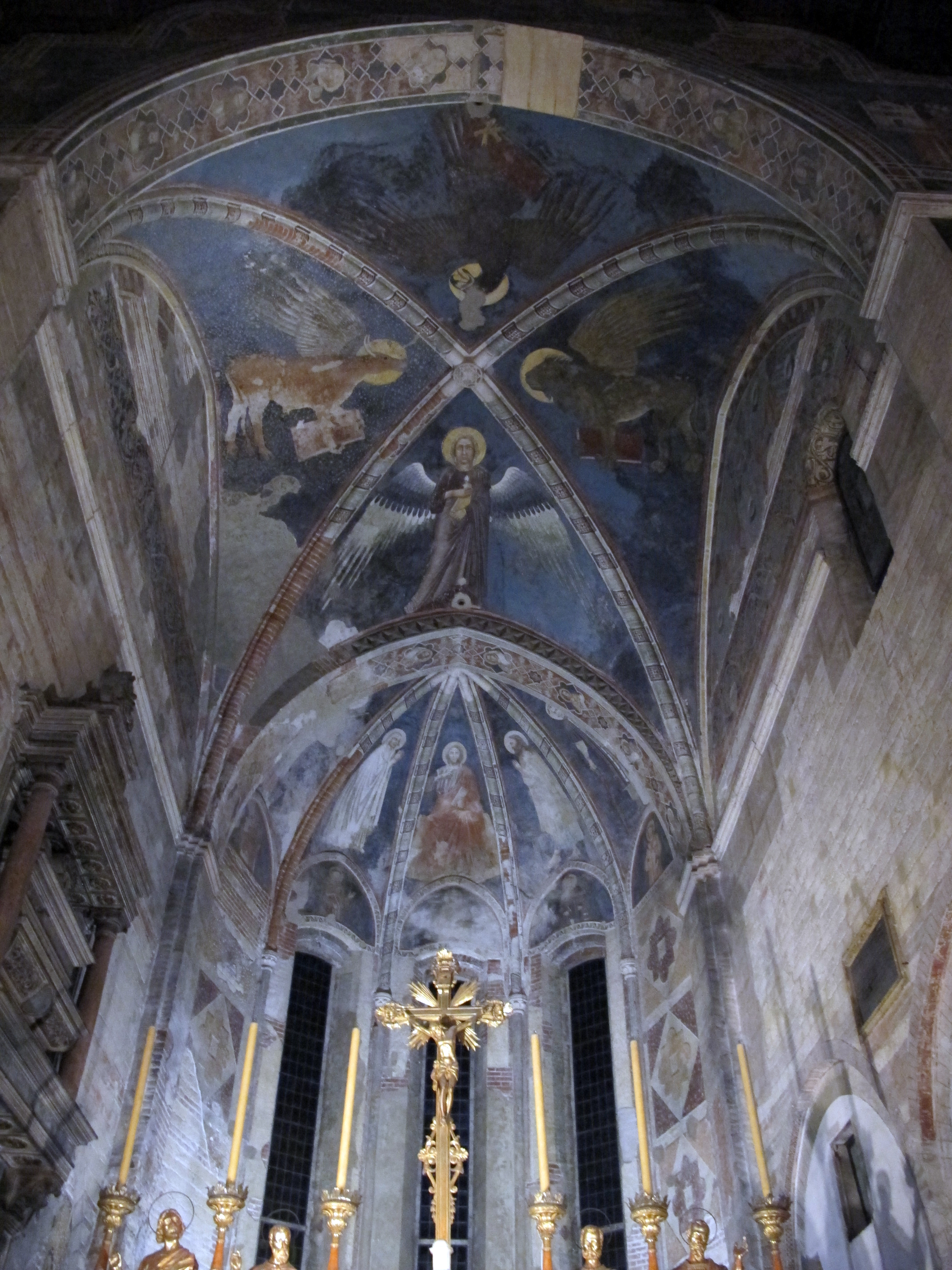
Maestro del redentore – freski w prezbiterium

##### Tornacoro
Tornacoro zostało zbudowane w 1573 roku na wzór tego z katedry w Weronie.

##### Ołtarz główny
Ołtarz główny został przebudowany w 1759 roku przez Giuseppe Antonio Schiaviego. W antycznym sarkofagu, umieszczone pod mensą, znajdują się relikwie męczenników Firmusa i Rustyka.

##### Sklepienie
Na sklepieniu półkopuły przekrywającej apsydę widnieje fresk Zbawiciel pomiędzy Maryją, Świętym Janem Chrzcicielem i świętymi Firmusem i Rustykiem. Na sklepieniu krzyżowym przedstawione zostały symbole czterech Ewangelistów (1314–1320), przypisywane Maestro del Redentore. Na przedniej części łuku tęczowego widnieją freski, po lewej u dołu: Koronacja Maryi, po prawej Pokłon Trzech Króli (XIV wiek) przypisywane Paolo Veneziano; u góry po lewej portret ojca gwardiana Daniele Gusmerio a po prawej podobizna mecenasa Guglielmo da Castelbarco (1314–1320), przypisywana Maestro del Redentore oraz Bóg Ojciec pędzla Paolo Ligozziego (XVII wiek).

#### Kaplica Świętego Antoniego

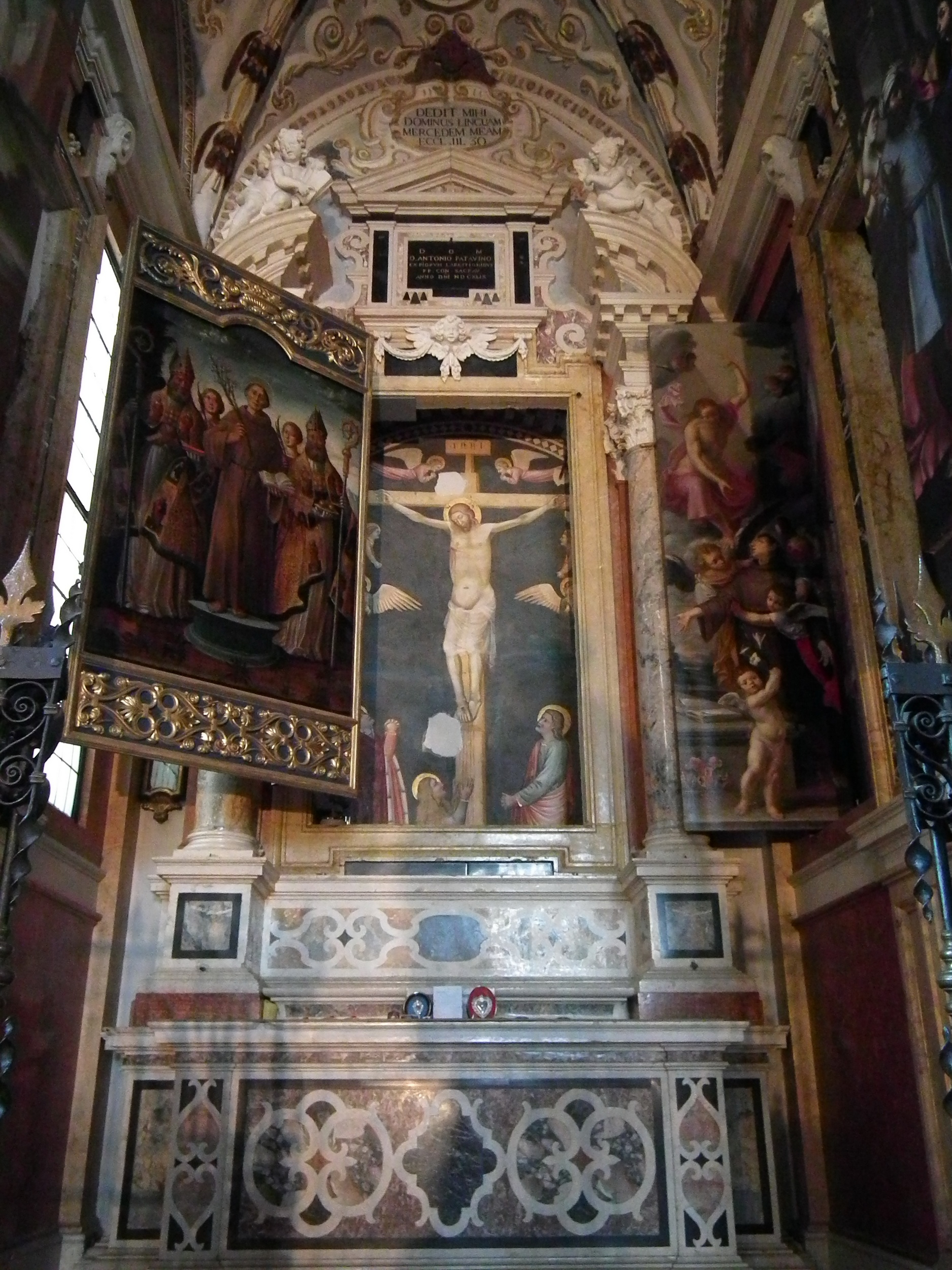
Kaplica Świętego Antoniego

Zaledwie 30 lat po śmierci Świętego Antoniego Padewskiego (13 czerwca 1231) franciszkanie postanowili zbudować poświęconą mu kaplicę poza prezbiterium. Od tego momentu był on przez stulecia czczony w kościele San Fermo Maggiore. Kult ten jest żywy również dzisiaj, co znajduje swój wyraz w obchodzeniu rocznicy jego śmierci. Kaplica Świętego Antoniego usytuowana jest po lewej stronie nawy. Obraz ołtarzowy przedstawiający chwałę świętego Antoniego jest dziełem Liberale da Verona. W 2004 roku spod marmurowej okładziny wydobyto kilka fresków, w tym cykl poświęcony Świętemu Antoniemu.

#### Transept i mauzoleum Della Torre
Freski w lewej części transeptu stanowią fragment wielkiego, niezachowanego cyklu, przedstawiającego wybrane wydarzenia z życia Świętego Franciszka (XIV wiek). W sąsiednim pomieszczeniu znajduje się mauzoleum Della Torre, zbudowane wkrótce po 1511 roku przez Andrea Briosco.

#### Ołtarz Świętego Józefa
Ołtarz Świętego Józefa znajduje się po lewej stronie nawy. Obraz ołtarzowy z około 1608 roku, namalowany przez Alessandro Turchi, przedstawia Pokłon pasterzy.

#### Kaplica Matki Boskiej
Kaplica Matki Boskiej, położona pomiędzy lewym ramieniem transeptu a bocznym wejściem, została zbudowana w 1613 roku. Ołtarz, odnowiony w 1627 roku przez Domenico Curtoniego, zawiera obraz pędzla Giovanniego Francesca Caroto z 1528 roku, przedstawiający w górnej części Matkę Boską z Dzieciątkiem i Świętą Anną, a w dolnej Świętych: Jana Chrzciciela, Piotra, Rocha i Sebastiana. Obraz flankują freski: Dusze w czyśćcu Antonio Giaroli oraz Wstawiennictwo Świętych Franciszka i Antoniego Lodovico Fano (1631). Obraz na prawej ścianie, namalowany w 1630 roku przez Giarolę przedstawia Weronę modlącą się o ocalenie od zarazy. Po lewej stronie widnieje Zdjęcie z krzyża Giovanniego Battisty Barchi z 1638 roku. Na sklepieniu znajduje się fresk Wniebowzięcie Najświętszej Maryi Panny pędzla Giovanniego Ceschiniego z 1640 roku.

#### Ołtarz Świętego Mikołaja
Ołtarz Świętego Mikołaja, znajdujący się po lewej stronie, pomiędzy bocznym a głównym wejściem, został zbudowany w 1535 roku. Obraz w ołtarzu przedstawia Świętego Mikołaja, patrona żeglarzy, Świętego Augustyna i Świętego Antoniego i jest dziełem Giovanniego Battisty del Moro.

#### Mauzoleum Brenzonich

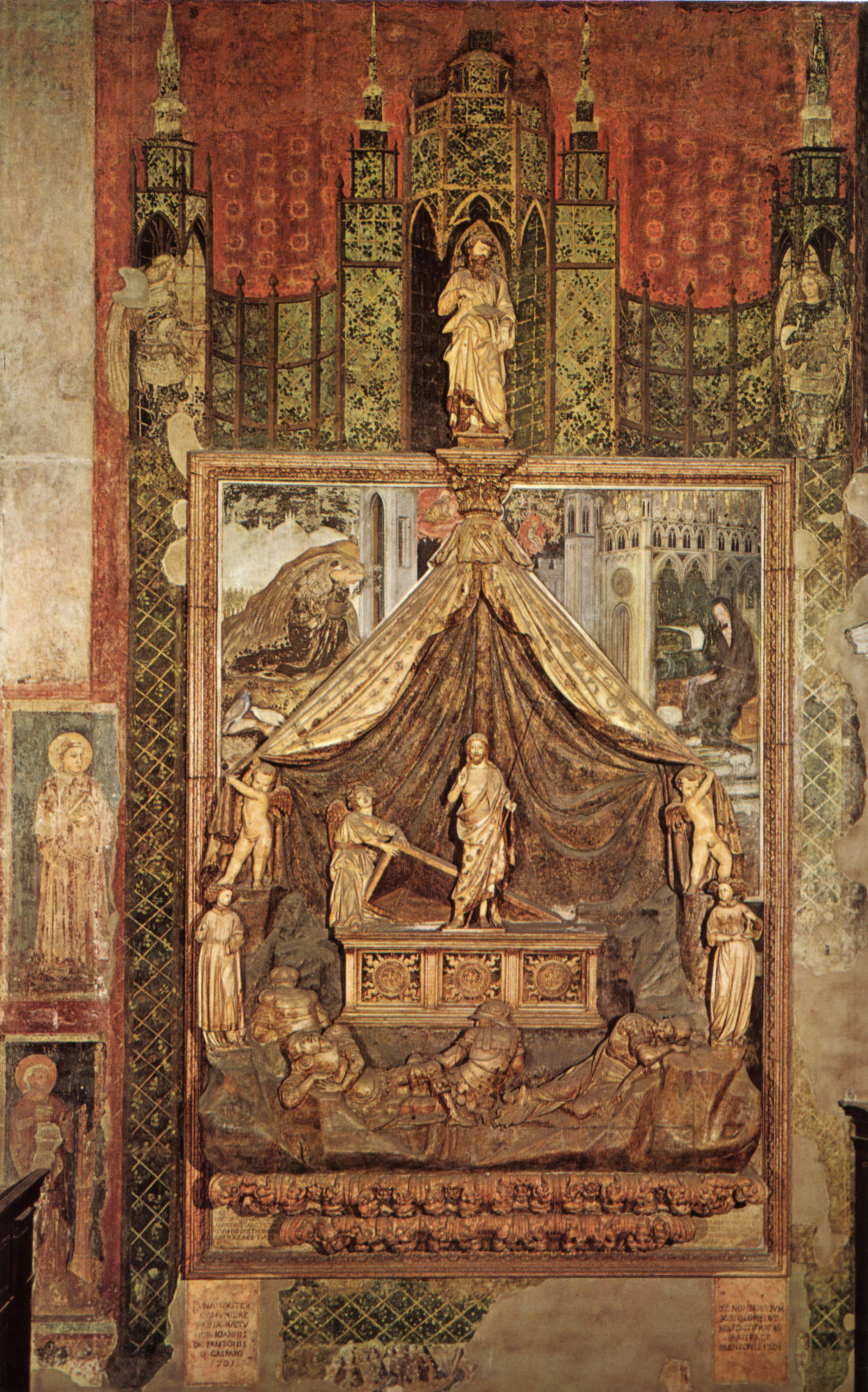
Mauzoleum Brenzonich

Mauzoleum Brenzonich, usytuowane po lewej stronie wejścia głównego, jest najcenniejszym dziełem sztuki w kościele San Fermo Maggiore. Powstało w 1427 roku. Przedstawia niezwykłą kompozycję złożoną z grobowca na posadzce i umieszczonego na ścianie pomnika, mającego charakter teatralnej sceny z kurtyną podtrzymywaną przez anioły. Sekcja malarska, stworzona przez młodego Pisanella pozostaje w doskonalej harmonii z grupą rzeźbiarską dłuta pochodzącego z Florencji Nanniego di Bartolo. Na samym szczycie kompozycji umieszczony został starotestamentowy prorok Izajasz, obwieszczający nadejście Mesjasza, który został przedstawiony jako Zmartwychwstały Chrystus, stojący ponad umieszczonymi na pierwszym planie śpiącymi żołnierzami. Stanowi on centralny element całej kompozycji. Po obu jego stronach znajduje się scena Zwiastowania, w której ubrany w wytworne szaty archanioł z włosami przypominającymi mgłę i zaczerwienionymi policzkami podąża na spotkanie z Maryją ukazaną w gotyckim wnętrzu, przy łóżku. Scenerię dopełniają ptaki i zwierzęta (gołębie, paw i mały pies), ukazane z wielką dbałością o szczegóły. Anioły na panelach bocznych wyszły również spod ręki Pisanella. Najbardziej niezwykłą cechą jego malarstwa jest połączenie techniki fresku z aplikacjami na sucho i podkładami przywodzącymi na myśl malarstwo olejne. Do dziś najlepiej zachowały się partie fresku, zwłaszcza twarze postaci i architektura na prawo od mauzoleum.
Kompleks dekoracji ściennych w Mauzoleum Brenzonich jest jednym z największych dokonań gotyku międzynarodowego.

### Kościół dolny

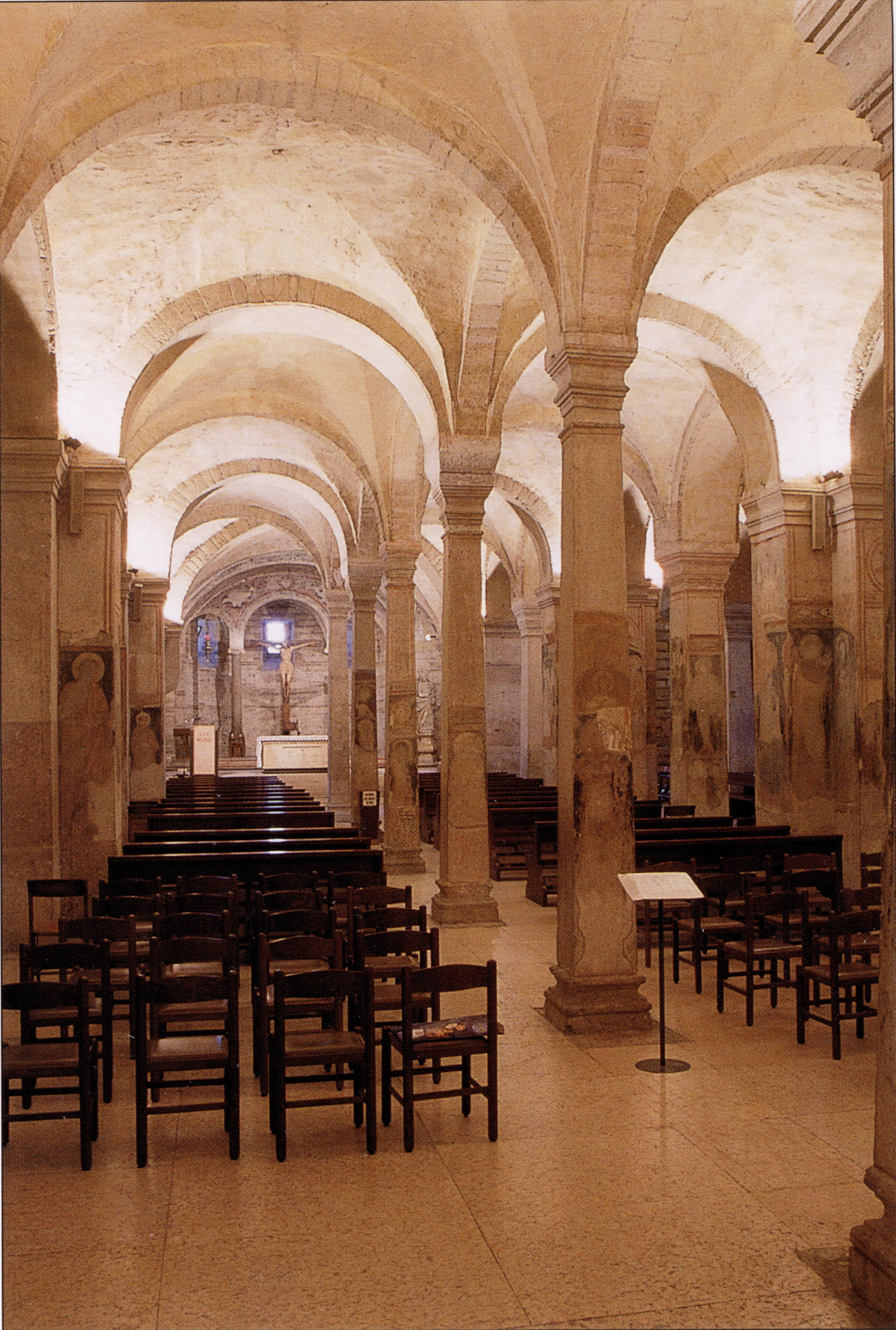
Kościół dolny

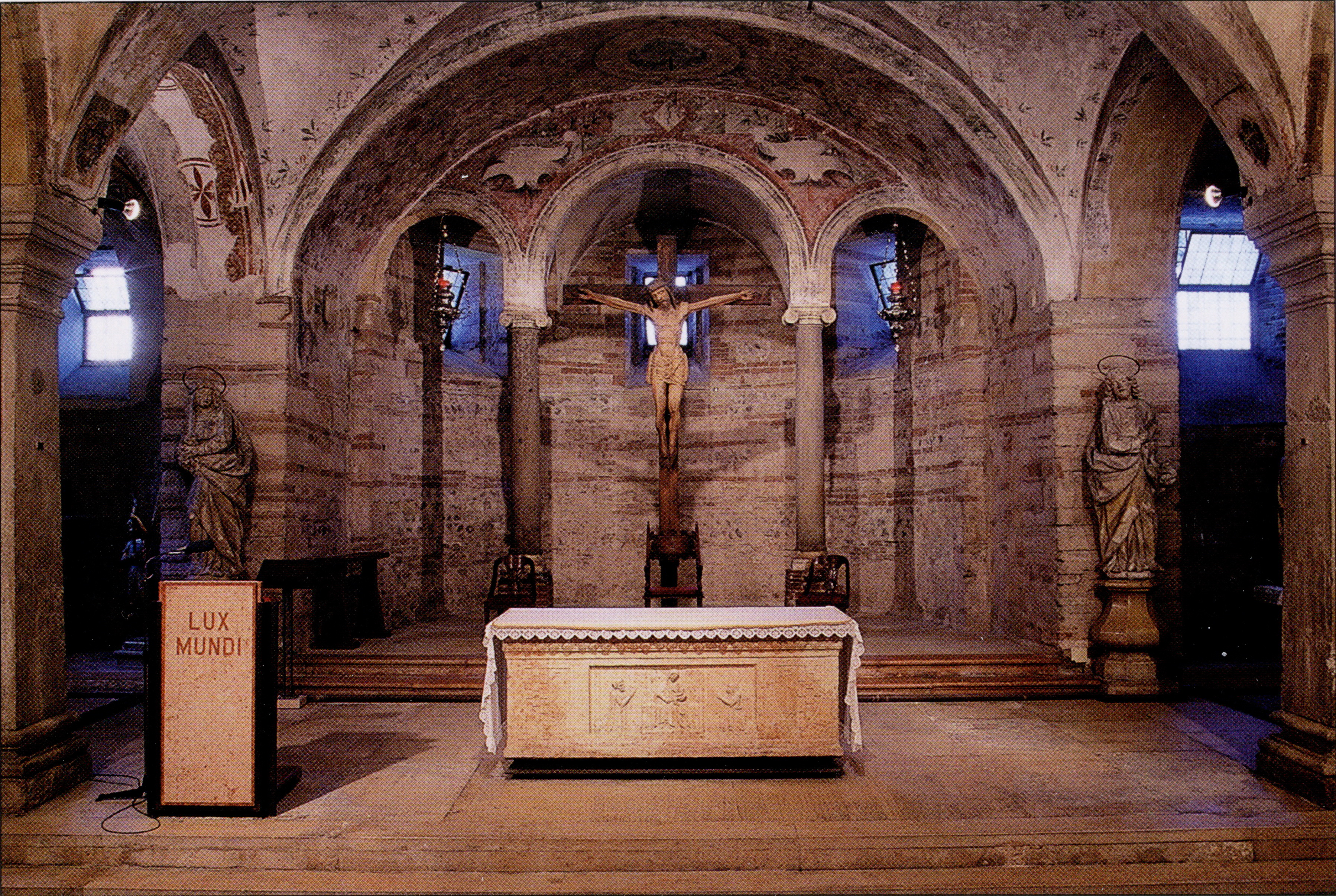
Ołtarz kościoła dolnego

Schody prowadzące do kościoła dolnego znajdują się w prawym ramieniu transeptu. Znajduje się tu fresk z I połowy XIV wieku, przedstawiający Madonnę z Dzieciątkiem na tronie i dwóch Świętych, a poniżej, nagrobek z 1327 roku przedstawiający prawnika Antonio Pelacaniego wygłaszającego wykład dla studentów. Znajdują się tu też inne nagrobki i największy krużganek San Fermo, będący obecnie siedzibą Soprintendenzy. Kościół dolny zachował swoją pierwotną formę romańską z 1065 roku. Zbudowany został na planie krzyża łacińskiego jako założenie trzynawowe. Nawa środkowa jest dodatkowo podzielona na dwie części rzędem smukłych kolumn. Kościół dolny jest zamknięty trzema apsydami, które są dzisiaj widoczne z zewnątrz dzięki wyburzeniu w 1900 roku domów stojących wokół kościoła. Nawy boczne oddzielone są od nawy głównej kamiennymi filarami. Od 2004 roku w nawach bocznych widoczne są fundamenty wczesnochrześcijańskiego kościoła z V wieku oraz, w prezbiterium, szczątki sarkofagu Świętego Annone (z około 765 roku). Prezbiterium przywrócono do stanu starożytnej prostoty dzięki remontowi z 1974 roku. Znajduje się w nim ekspresyjny, drewniany krucyfiks z XV wieku. W kościele zachowało się ponad 70 fresków z okresu od XII do XIV wieku.. Są to na ogół obrazy wotywne, malowane na kolumnach. Do najstarszych należą Chrzest Chrystusa i Matka Boża karmiąca mlekiem Świętą Helenę, oba namalowane przypuszczalnie przez tego samego anonimowego artystę z połowy XII wieku, posiadającego żywy zmysł kolorystyczny. Na innej kolumnie widnieje namalowany około 1150 roku fresk przedstawiający Świętego Krzysztofa niosącego Dzieciątko Jezus i otwartą księgę z widocznym napisem „Pax vobis”. Pomimo niewielkich romańskich okien, umieszczonych nisko i przepuszczających niewiele światła do wnętrza benedyktyni malowali na pobielonych wapnem ścianach, kolumnach i sklepieniu obrazy z codziennego życia oraz motywy dekoracyjne, kreślone czerwoną kreską. W 2005 roku podczas restauracji sklepienia wydobyto pierwsze ornamenty benedyktyńskie w formie sześciopłatkowego kwiatu, przyjętego przez chrześcijan jako symbol Chrystusa Zmartwychwstałego.